# Юнайтед оф Манчестер
Футбольний клуб «Юнайтед оф Манчестер» (F.C. United of Manchester, FC United, FCUoM) — англійський напівпрофесійний футбольний клуб з міста Бері, Великий Манчестер. Заснований уболівальниками 2005 року, зараз клуб виступає у північній прем'єр лізі.

## Історія
Клуб був заснований на знак протесту проти купівлі «Манчестер Юнайтед» американським бізнесменом Малкольмом Глейзером, яка викликала хвилю невдоволення серед фанатів.
Попри те, що більшість фанатів клубу із околиць Манчестера, клуб також підтримують у таких країнах, як Франція, Голландія, Росія, Норвегія, Нова Зеландія, США та Канада.
«Юнайтед оф Манчестер» був заснований 14 червня 2005 року групою фанатів, розчарованих у керівництві «Манчестер Юнайтед». У них було багато причин для невдоволення, однак придбання клубу американським бізнесменом стало останньою краплею. Ідея заснувати власний клуб уже піднімалася у минулому: «дияволів» намагались придбати ще 1998 року, але тоді спроба Руперта Мердока провалилася і шанувальники заспокоїлися. 2005 року, коли було оголошено, що Малкольм Глейзер успішно придбав МЮ, розмови про власну команду розгорілися з новою силою.
12 травня Глейзери заволоділи усім клубом, а незгодні фанаті зібрались для того, щоб обговорити способи протесту. Попри те, що заснування нового клубу не було темою зібрання, Енді Уолш, голова зборів, заявив, що на другій зустрічі 30 травня було заплановано підняти тему нового клубу, і що Кріс Стюард, керівник футбольного клубу «Вімблдон», висловив свою солідарність із рухом невдоволення. «Вімблдон» був клубом, який повністю належав фанатам. Було вирішено, що новий клуб буде створений у тому випадку, якщо до кінця червня тисяча фанатів допоможуть клубу у фінансовому плані. Керівництво іншого місцевого клубу Манчестера «Лі Дженісіс» запропонувало фанатам придбати їх клуб, тому що тоді він був у дуже поганому фінансовому стані, але фанатами було вирішено, що купувати інший клуб у знак протесту проти придбання їх рідного клубу не було гарною ідеєю. Проте клуби залишилися у добрих відносинах і першим матчем ФК «Юнайтед» був товариський матч проти «Лі Дженісіс».
Засновники спочатку хотіли назвати клуб просто ФК «Юнайтед», але Футбольна Асоціація не схвалила назву, тому що вона була «занадто загальною». Тоді було вирішено влаштувати голосування на найкращу назву серед вкладників. Були запропоновані такі варіанти, як «FC United of Manchester», «FC Manchester Central», «AFC Manchester 1878» і «Newton Heath United FC». 14 червня клуб було вирішено назвати FC United of Manchester, оскільки 44,7% вибрало саму цю назву. AFC Manchester 1878 отримав 25.7% голосів, Newton Heath United FC — 25.4%, а FC Manchester Central −1.7%. ФК «Юнайтед» стало скороченою назвою.
22 червня головним тренером було призначено Карла Марджінсона; 26-го новостворений клуб провів відбір гравців. 900 футболістів подали заявки на огляд у клубі, 200 осіб було допущено, а зрештою 19 із них було відібрано в основний склад, хоча більшість з цих гравців з тих пір за клуб не грає. До 8 липня понад 4000 людей вклали гроші в клуб, так що на банківському рахунку клубу було понад 100000 фунтів стерлінгів.
«Юнайтед» був допущений в другий дивізіон футбольної північно-західної ліги. Це десятий рівень англійської системи футбольних ліг, за дев'ять рівнів до прем'єр ліги. У той час було чотири вільних місця, так що жоден клуб не постраждав. ФК «Юнайтед» не міг грати у Вазі Футбольної асоціації у сезоні 2006-07, оскільки не був зареєстрований у строк, але він взяв участь у кубку північно-західних графств. У 2006-07 клубу було дозволено грати у Вазі футбольної асоціації, а дебют у кубку Англії відбувся на рік пізніше. З сезону 2005-06 клуб грає на «Ґіґґ Лейн», домашньому стадіоні клубу «Бері».

## Принципи, на яких засновано клуб
- Володіти «Юнайтед» буде спеціально створений траст уболівальників
- Весь прибуток буде реінвестований в клуб
- Клуб буде робити все для того, щоб ціни на квитки були якомога дешевшими.
- На формі «Юнайтед» ніколи не буде логотипа спонсорів з лицьового боку. Зі зворотного боку можлива їх присутність, але репутація цих компаній повинна бути відповідною та виключно позитивною.
- Клуб повинен зостатися некомерційною організацією.
- Молоді уболівальники із Манчестера і Селфорда будуть отримувати активну підтримку. Для них будуть передбачені серйозні знижки. Клуб буде активно приваблювати молодих талановитих гравців у спеціально створену команду Junior Athletic Club.
- «Юнайтед» буде грати у червоному, білому і чорному кольорах[1]

### Організація
«ФК Юнайтед» — кооперативне товариство. Кожний його член повинен щорічно вносити 12 фунтів (3 фунта для дитини) і кожен член має тільки один голос, незалежно від внесеної суми.
До правління клубу кожні два роки обираються 11 членів.

## Сезони

### Сезон 2005-06
Перший матч ФК «Юнайтед» відбувся 16 червня проти команди «Лі Дженісіс». Матч закінчився з рахунком 0-0.
«Юнайтед» вступив у другий дивізіон футбольної північно-західної ліги. Сезон був вдалим для клубу. «Юнайтед» здобув перемогу 26 разів, 6 разів зіграв з нічийним результатом і тричі програв. Було набрано 87 очок з можливих 108, завдяки чому команда зайняла перше місце в лізі. Більше всіх за команду зіграв Рорі Паттерсон (33), він же нарівні з Саймоном Карденом став найкращим бомбардиром клубу (19 голів).
22 квітня «Юнайтед» отримав кубок переможців перед 9023-ма глядачами, що є рекордною кількістю фанатів для північно-західної ліги. Це був домашній матч проти команди «Грейт Харвуд Таун».

### Сезон 2006-07
Тепер ФК «Юнайтед» виступав у першому дивізіоні північно-західної ліги. «Червоні бунтарі» знов показали свій вольовий характер і з тріумфом закінчили сезон. Клуб зміцнився новими гравцями і був відомий своєю значною підтримкою трибун і у кінцевому результаті досягнув дубля. Вони також виграли Футбольну Лігу Північно-західних графств, перемігши «Кьорзон Ештон ФК» з рахунком 2-1.

### Сезон 2007-08
«Юнайтед» почали виступ у новоствореному сезоні з поразок, поступившись командам «Ланкастер Сіті» (1-2) і «Гарфорт Таун» (0-1). Команда дебютувала в Кубці Англії, і перемогла на попередньому раунді «Траффорд ФК» з рахунком 5-2. У першому кваліфікаційному раунді вони були переможені «Флітвуд Таун ФК» з рахунком 2-1.
Вони дійшли до фіналу Президентського кубку навіть незважаючи на поразку з розгромним рахунком від «Нантвіч Таун» (1-5) у чвертьфіналі. Через те, що «Норвіч» випустив на поле незареєстрованого гравця, команду було вирішено дискваліфікувати, що дозволило «ФК Юнайтед» перемогти «Редкліфф Боро» (2-0) і завоювати свій четвертий трофей за трьохрічне існування клубу.
Клуб фінішував на другому місці, пропустивши вперед «Бредфорд Парк Авеню ФК», у котрого було на одне очко більше. У матчах плей-офф команда перемогла «Бамбер Брідж ФК» (3-2) і «Скелмерсдейл Юнайтед» (4-1).

### Сезон 2008-09
У вищому дивізіоні північної прем'єр ліги початок сезону видався невдалим, оскільки клуб покинули два найкращих гравця — Рорі Паттерсон і Стюарт Радд, котрі були куплені принциповими суперниками — клубом «Бредфорд Парк Авеню». Головний тренер команди зміг знайти гідну зміну і придбав Кайла Вілсона, котрий став найкращим бомбардиром клубу.
Перший матч кубку Англії належало зіграти з «Нантвіч Таун», але перемоги за сумою двох матчів досягти не вдалось. Більшу частину сезону «Юнайтед» знаходився у середині таблиці. Домашній матч проти «Кеммелл Лерд» став одним із найбільш видовищних матчів в історії клубу. За двадцять хвилин господарі забили 3 м'яча, і матч закінчився з рахунком 5-5.
Після Різдва команда набрала форму, але ніхто не вважав «Юнайтед» за претендентів на чемпіонство і команді пророкували місце лише в середині таблиці. До всього іншого, травму коліна отримав голеадор Кайл Вілсон (який забив до того момента 24 голи), що дуже послабило команду. Однак «ЮМ» чудово провів залишок сезону, виграв у сімох матчах і зіграв внічию 2 рази. Це був реальний шанс для команди потрапити в зону плей-офф, однак в матчі з «Бредфордом» перемогу здобути не вдалося.

### Сезон 2009-10
Другий сезон у вищому дивізіоні північної прем'єр ліги знов розчарував фанатів. До кінця вересня вони були третіми з низу таблиці. В кубку Англії «ЮМ» дійшли до четвертого кваліфікаційного раунду, де вони були зупинені «Нортвіч Вікторія ФК» (3-0). Команда також брала участь у кубку за трофей Футбольної асоціації, але у третьому кваліфікаційному раунді зазнала поразки від «Харрогейт Тауну».

### Історія виступів у кубках і лігах
| Сезон   | Ліга                                              | Рівень | Зіграно | Виграно | Нічия | Поразка | Очки | Позиція у лізі         | Відвідування | Кубок Англії | Трофей ФА        |
| ------- | ------------------------------------------------- | ------ | ------- | ------- | ----- | ------- | ---- | ---------------------- | ------------ | ------------ | ---------------- |
| 2005-06 | Другий дивізіон футбольної північно-західної ліги | 10     | 36      | 27      | 6     | 3       | 87   | 1 (всього 19)          | 3,059        | —            | -                |
| 2006-07 | Перший дивізіон футбольної північно-західної ліги | 9      | 42      | 36      | 4     | 2       | 112  | 1 (всього 22)          | 2,581        | —            | -                |
| 2007-08 | Перший Дивізіон Північної Прем'єр-Ліги            | 8      | 42      | 24      | 9     | 9       | 81   | 2 (всього 18) Плеф-офф | 2,086        | 1 КР         | Попередній раунд |
| 2008-09 | Північна Прем'єр-Ліга                             | 7      | 42      | 21      | 9     | 12      | 72   | 6 (всього 22)          | 2,152        | 1 КР         | 3 КР             |
| 2009-10 | Північна Прем'єр-Ліга                             | 7      | 38      | 13      | 8     | 17      | 47   | 13 (всього 22)         | 1,954        | 4 КР         | 3 КР             |

КР — кваліфікаційний раунд

## Стадіон
У клубу немає свого стадіону; з часу свого заснування «ЮМ» ділить поле «Ґіґґ Лейн» з клубом «Бері ФК».
25 березня 2010 року клуб оголосив про плани щодо будівництва власного п'ятитисячного стадіону. Він буде побудований в районі Ньютон-Хіт, де в 1878 році був утворений «Манчестер Юнайтед». У вересні 2010 року клуб послав плани на будівництво нового стадіону, відповідно до яких він має бути збудований до серпня 2012.

## Плани на майбутнє
У 2006 році на щорічних зборах були сформовані основні завдання клубу на наступні шість років. Основні пункти включають:
- Досягнення позначки в 5000 глядачів на кожен домашній матч
- Спорудження власного стадіону місткістю в 7000 — 10000 глядачів до 2012 року.
- Розвиток гарних умов для проведення тренувань

## Склад команди
Станом на 5 вересня 2010
| №  | Поз. | Нац.          | Гравець               |
| -- | ---- | ------------- | --------------------- |
| 1  | ВР   | Англія        | Сем Аштон             |
| 2  | ВР   | Нова Зеландія | Зак Гібберт           |
| 4  | ЗХ   | Англія        | Марк Айрес            |
| 5  | ЗХ   | Англія        | Дейв Чедвік (капітан) |
| 8  | ЗХ   | Англія        | Джеймс Голден         |
| 9  | ЗХ   | Англія        | Кайл Джейкобс         |
| 11 | ЗХ   | Англія        | Скотт Макманус        |
| 12 | ЗХ   | Англія        | Лі Невілл             |
| 15 | ЗХ   | Англія        | Річард Баттерсбі      |
| 16 | ЗХ   | Франція       | Людовік Квістін       |
| 17 | ЗХ   | Англія        | Нік Свірад            |
| 18 | ЗХ   | Англія        | Карл Манро            |
| 19 | ЗХ   | Англія        | Мартін Паркер         |
| 20 | ПЗ   | Англія        | Саймон Карден         |

| №  | Поз. | Нац.   | Гравець       |
| -- | ---- | ------ | ------------- |
| 21 | ПЗ   | Англія | Джейк Котрелл |
| 22 | ПЗ   | Англія | Кріс Овінґтон |
| 23 | ПЗ   | Англія | Нікі Платт    |
| 24 | ПЗ   | Англія | Карлос Рока   |
| 25 | ПЗ   | Англія | Стів Торпей   |
| 26 | ПЗ   | Англія | Джером Райт   |
| 27 | НП   | Англія | Бен Діган     |
| 28 | НП   | Англія | Майкл Нортон  |
| 31 | НП   | Англія | Ґлін Хьорст   |